# Bördsrätt
Bördsrätt är en rätt som förvärvas genom börd, i synnerhet företräde till vissa släktingars egendomar vid arv.
Med bördsrätt förstods förr den lagbestämda företrädesrätten för någons äkta – i äktenskapet födda – skyldemän att med andras uteslutande efter honom förvärva viss hans egendom och på sådant sätt i 1734 års lag särskilt utmärkande lösningsrätt till såld eller pantsatt arvejord och fast egendom i stad. Skyldemännen emellan avgjorde närheten i arvsrätt försteget, dock så att fädernefränder var bördemän i fråga om vad i avhändarens hand var fädernearv och släkt på mödernet med avseende på det på mödernesidan arvfångna, samt jämlikt uttryckligt stadgande redan i kungliga förordning 27 juni 1720 bördsrätt tillkom allenast dem som till avhändaren befann sig i rätt upp- eller nedstigande led eller vid skyldskap på sidorna i fjärde eller närmare led efter civil släkträkning. 
Genom kungliga förordningar 21 december 1857 och 22 december 1863 blev sagda lösningsrätt omsatt i en rättighet att, då försäljning eller pantsättning ägt rum inom nämnda s.k. bördsleder, bibehålla sig i sitt förvärv mot vissa på annan grund än skyldskap lösningsberättigade (negativ bördsrätt). Förordningarna avsåg dock allenast fast egendom, innehavd under äganderätt. 
Bördsrätt kallades också under Johan III:s regeringstid den medlemmar av bondeståndet tillkommande rättigheten att tillhandla sig en villkorlig äganderätt till kronohemman. Under Karl IX fick ordet en mera inskränkt betydelse, nämligen av besittningsrätt till kronohemman under en viss regent. När Gustav II Adolf på 1620-talet införde köp av skatterätt förlorade ordet bördsrätt sin speciellt kamerala betydelse.